# Хартманова планинска зебра
Хартманова планинска зебра (лат. Equus zebra hartmannae) је подврста планинске зебре.

## Распрострањење
Ареал подврсте је ограничен на једну државу. Намибија је једино познато природно станиште подврсте.

## Угроженост
Ова подврста се сматра рањивом у погледу угрожености од изумирања.